# Lola Índigo
Lola Índigo, pseudonimo di Miriam Doblas Muñoz (Madrid, 1º aprile 1992), è una cantante spagnola.

## Biografia
Nata nella capitale spagnola, Lola Índigo è cresciuta nella località di Huétor Tájar, Granada. Nel 2010 ha partecipato con il nome d'arte Mimi al talent show Fama Revolution, dove si è classificata 23ª. Nel 2017 è stata accettata fra i finalisti della nona edizione Operación Triunfo, la versione spagnola di Star Academy, ma è stata eliminata per prima.
L'anno successivo, con il nuovo pseudonimo Lola Índigo, ha pubblicato il suo singolo di debutto Ya no quiero ná, che ha raggiunto la 3ª posizione della classifica spagnola dei singoli ed è stato certificato doppio disco di platino dalla Productores de Música de España per aver venduto più di 80 000 copie a livello nazionale. È stata seguita da altri due successi, Mujer bruja e Maldición, rispettivamente dopo disco di platino e disco d'oro. I tre singoli sono inclusi nell'album di debutto della cantante, Akelarre, uscito a maggio 2019, che ha debuttato primo in classifica in Spagna. Nel 2020 ha pubblicato il singolo 4 besos che ha raggiunto la top 5 in Spagna. Nel 2022 ha cantato in lingua italiana il singolo Caramello assieme a Rocco Hunt ed Elettra Lamborghini, raggiungendo la top 10 della Top Singoli italiana.

## Discografia
- 2019 – Akelarre
- 2021 – La niña
- 2023 – El dragón
- 2025 – Nave dragón